# Bacino di Blake
Il bacino di Blake (noto anche come bacino Blake-Bahama) è un bacino oceanico dell'Oceano Atlantico che si sviluppa lungo la costa orientale degli Stati Uniti. Ha inizio nella parte settentrionale delle Bahamas e si estende fino allo Stato di New York. 
La sua profondità supera i 5400 m tra il plateau di Blake e la scarpata di Blake a sud e ovest, e la dorsale Blake Bahama.